# Владимир Тодоровић
Владимир Тодоровић (Пирот, 7. јануар 1957) је северномакедонски привредник, политичар, добротвор и бивши градоначелник скопске општине Центар.

## Биографија
Владимир Тодоровић је рођен 7. јануара 1957. године у Пироту. Завршио је 1976. средњу грађевинску школу „Здравко Цветковски“ у Скопљу, а потом је уписао Грађевински факултет Универзитета у Скопљу, на којем је дипломирао 1983. године. Исте године се запослио у Пројектантски биро „Хидроелектропројект“ из Скопља, где је радио до 1990. године. Основао је трговински ланац „Тинекс“, чији је био извршни директор од 1994. до 2009. године. Члан је Ротари клуба Скопље, чији је био председник од 2005. до 2006. године. Био је председник Трговачке коморе Р. Македоније и члан Управног одбора Савеза привредних комора Р. Македоније. Његова компанија је главни спонзор рукометног клуба „Тинекс Пролет“ из Скопља, а он је члан Управног одбора клуба. Од 2009. до 2013. године је био градоначелник скопске општине Центар. Тодоровић је 2010. године даровао бронзану скулптуру Мајке Терезе граду Пули у Хрватској, поводом 100 година од њеног рођења, која је дело вајара Томе Серафимовског.